# Бендер, Блазиус Колумбан фон
Барон (с 1782) Блазиус Колумбан фон Бендер (нем. Blasius Kolumban von Bender; 14 ноября 1713, Генгенбах — 20 ноября 1798, Прага, Земли Чешской короны) — австрийский (священно-римский) фельдмаршал (1790).

## Биография
Бендер поступил на службу в австрийскую армию в 1733 году. В молодости, под началом принца Евгения Савойского, сражался против турок. В последующие годы он в офицерских чинах принимал участие в Силезской, Голландской и Семилетней войнах, в ходе которых был ранен несколько раз. Полковник (1758), генерал-майор (1769), фельдмаршал-лейтенант (генерал-лейтенант; 1775). В 1782 году получил баронский титул, а к 1785 году имел чин фельдцейхмейстера (генерал-аншефа; полного генерала). 
В 1785 году барон Бендер был назначен губернатором Люксембурга, который, как и Бельгия, в те дни принадлежал Австрии («Австрийские Нидерланды»). В 1789 году в Бельгии вспыхнуло масштабное антиавстрийское восстание. Штатгальтер Австрийских Нидерландов Альберт Саксен-Тешенский и верные правительству войска в спешке эвакуировались в Люксембург. По получении 30 000 регулярных войск подкрепления Бендеру было поручено отвоевать утраченную территорию. Хотя 13 августа он разбил армию патриотов, но 3 сентября проиграл небольшое сражение при Кутисе. 22 сентября выиграл сражение при Фальмане. 1 ноября двинулся на Намюр и осадил город, который был взят 24-го числа. Затем он двинулся на Монс и разгромил деморализованную армию патриотов, а затем осадил сам город. 30-го числа Монс сдался. В конце ноября двинулся на Брюссель и взял город 3 декабря. За несколько недель вся Бельгия была подчинена австрийской власти и Брабантская революция подавлена.
За эти заслуги Бендер был произведён в фельдмаршалы (1790) и награждён Большим крестом ордена Марии Терезии. Однако, вскоре в Бельгии вновь стало неспокойно. В ходе Революционных войн вся Бельгия была захвачена французами (и никогда более не возвращалась в состав Австрии). 82-летний фельдмаршал Бендер восемь месяцев оборонялся от французов в укреплённом городе Люксембурге, пока 7 июня 1795 года не был вынужден согласиться на капитуляцию.
После этого он выехал в Австрию, где, в уважение к его доблести во время обороны, ему был пожалован пост командующего в Богемии с резиденцией в Праге. Скончался в Праге, занимая эту должность, три года спустя. 
За свою жизнь Бендер участвовал в 12 крупных сражениях, 6 осадах и 20 военных кампаниях. Среди других австрийских военачальников выделялся и кипучей деятельностью в весьма преклонном возрасте, и успехом, нередко сопутствовавшим ему.